# Mount Frissell
Mount Frissell är ett berg i delstaterna Massachusetts och Connecticut, i nordöstra USA (New England) . Berget når 748 meter över havet och toppen av berget ligger i Massachusetts. Vid delstatsgränsen på berget ligger den högsta punkten i Connecticut,  725 m ö.h.